# Michail Burcev
Michail Ivanovič Burcev (* 21. června 1956 – 16. října 2015 Moskva, Sovětský svaz) byl sovětský sportovní šermíř, který se specializoval na šerm šavlí.
Sovětský svaz reprezentoval v sedmdesátých a osmdesátých letech. Zastupoval moskevskou šermířskou školu, která spadala pod Ruskou SFSR. Na olympijských hrách startoval v roce 1976, 1980 a 1988 v soutěži družstev a v roce 1980 v soutěži jednotlivců, ve které získal stříbrnou olympijskou medaili. V roce 1984 přišel o olympijské hry kvůli bojkotu. V roce 1978 obsadil druhé a v roce 1979 třetí místo na mistrovství světa v soutěži jednotlivců. Se sovětským družstvem šavlistů vybojoval dvě zlaté (1976, 1980) a jednu stříbrnou (1988) olympijskou medaili a šest titulů mistra světa (1977, 1979, 1983, 1985, 1986, 1987).